# Heidi Blomstedt

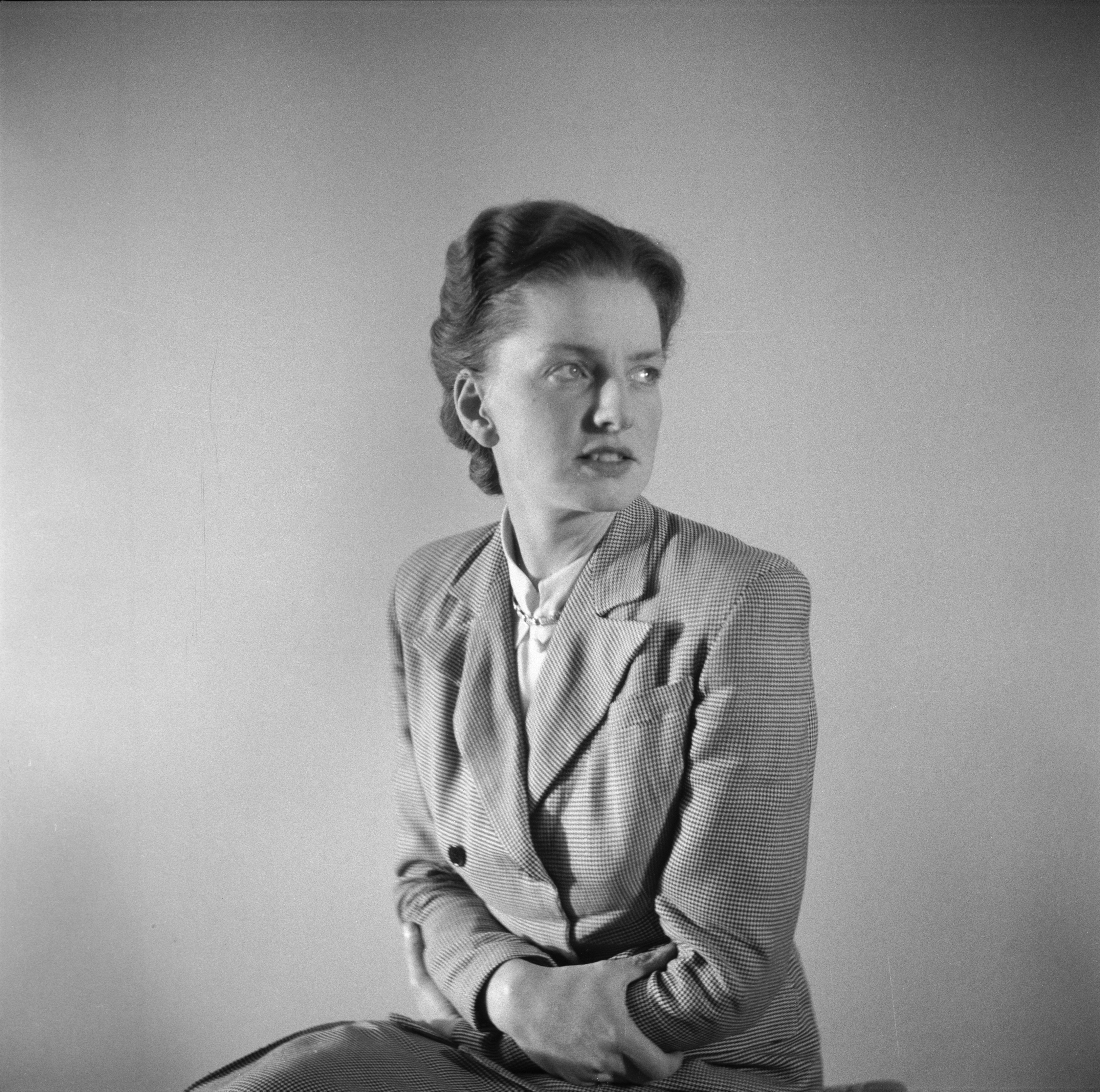
Heidi Blomstedt, 1940

Heidi Kristina Blomstedt (geb. Sibelius; *  20. Juni 1911 in Järvenpää; † 3. Januar 1982 in Helsinki) war eine finnische Keramikerin.
Sie  studierte Töpferei an der Hochschule für Kunst und Design Helsinki bis 1932. Sie arbeitete freie Mitarbeiterin und in der Firma Arabia.
Mit ihrem Mann, dem Architekten Aulis Blomstedt, hatte sie vier Kinder: Severi Blomstedt (* 1946),  Petri Blomstedt (1941–1997), Anssi Blomstedt (* 1945) und Juhana Blomstedt (1937–2010).
Ihr Vater war der berühmte Komponist Jean Sibelius.